# Gladiolus rubellus
Gladiolus rubellus är en irisväxtart som beskrevs av Peter Goldblatt. Gladiolus rubellus ingår i släktet sabelliljor, och familjen irisväxter. Inga underarter finns listade i Catalogue of Life.